# ꬲ
Cette page contient des caractères spéciaux ou non latins. S’ils s’affichent mal (▯, ?, etc.), consultez la page d’aide Unicode.
ꬲ (uniquement en minuscule), appelé e gothique, est une lettre additionnelle de l’alphabet latin qui est utilisée dans la transcription phonétique de la collection « Beiträge zur schweizerdeutschen grammatik », en particulier dans le premier numéro de Jakob Vetsch (de) ou dans le volume de Rudolf Hotzenköcherle.

## Utilisation
En 1910, dans Die Laute der Appenzeller Mundarten, Jakob Vetsch utilise le e gothique ‹ ꬲ › pour représenter une voyelle antérieure « mi-ouverte » entre la voyelle fermée représentée par ‹ e › et la voyelle ouverte représentée par ‹ ɛ ›.

## Représentations informatiques
Cette lettre peut être représenté avec les caractères Unicode (Latin étendu E) suivants :
| formes    | représentations | chaînes de caractères | points de code | descriptions                       |
| --------- | --------------- | --------------------- | -------------- | ---------------------------------- |
| minuscule | ꬲ               | ꬲ                     | U+AB32         | lettre minuscule latine e gothique |